# Sydsudans demografi

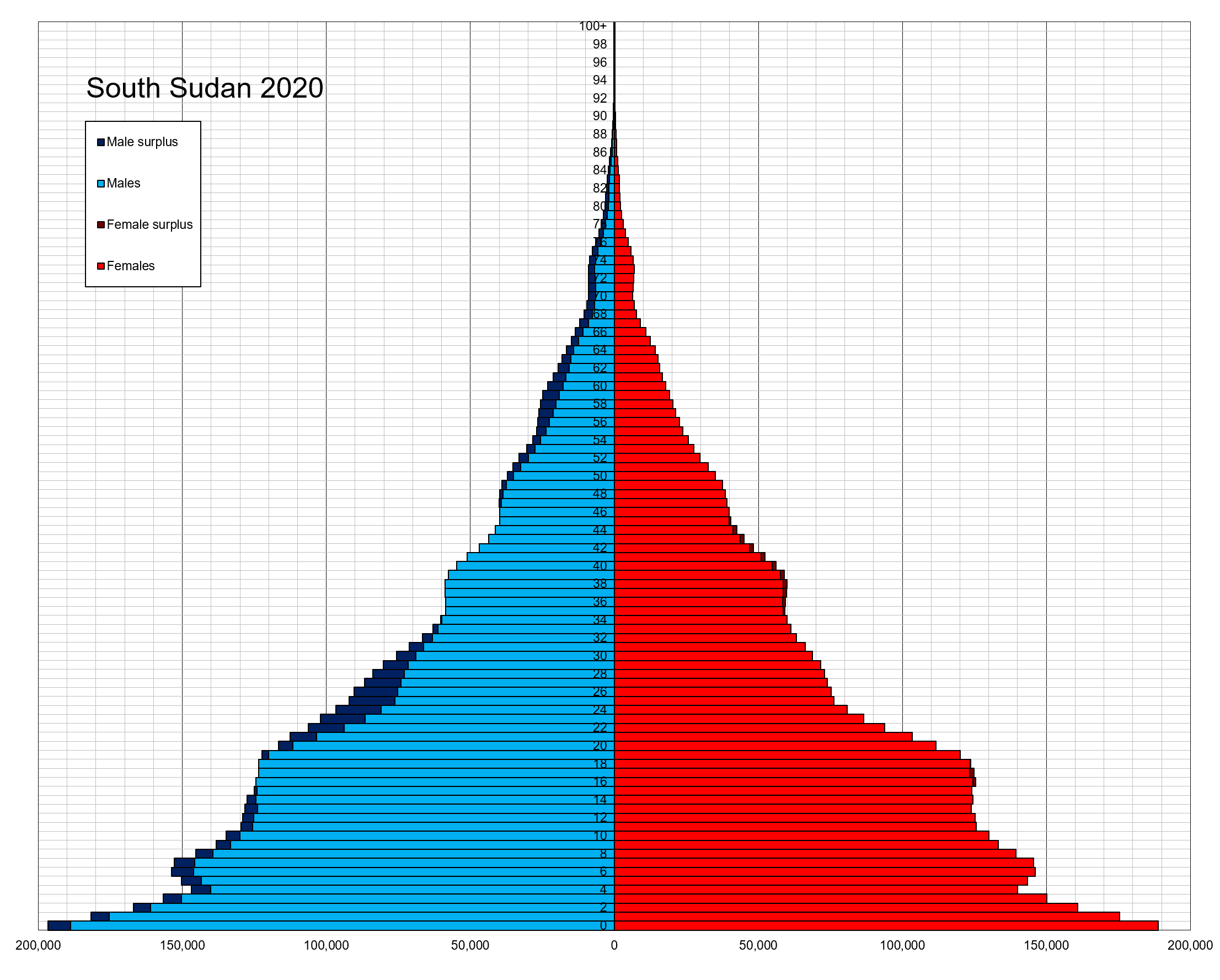
Sydsudans befolkningspyramid 2020

Sydsudans befolkningsutveckling från år 1960 fram till 2015.

Den nuvarande (juni 2017) befolkningen i Sydsudan är 13 079 372, baserat på de senaste FN-beräkningarna. Befolkning i landet motsvarar 0,17 procent av världens totala befolkning. Dessutom listas Sydsudan som nummer 75 i listan över länder efter befolkning (och besittning). 
Den totala markarean är 612 184 km² och befolkningstätheten är 21 per km². 18,9 procent av befolkningen är urbana (2 481 364 personer år 2017)
Medianåldern i Sydsudan är 18,7 år.

## Befolkningen i södra Sudan (1955–2017)
Källa : Worldometers (www.Worldometers.info)
| År   | Befolkning | Årlig förändring % | Årlig förändring | Migranter | Medianålder | Total fertilitet | Densitet (P/km²) | Urban befolkning % | Urban befolkning | Landets andel av världens befolkning | Folkmängd i världen | Sydsudan global rank |
| ---- | ---------- | ------------------ | ---------------- | --------- | ----------- | ---------------- | ---------------- | ------------------ | ---------------- | ------------------------------------ | ------------------- | -------------------- |
| 1955 | 2 720 852  | 1,05 %             | 27 585           | 0         | 19          | 6,65             | 5                | 8,8 %              | 239 609          | 0,1 %                                | 2 758 314 525       | 99                   |
| 1960 | 2 955 044  | 1,67 %             | 46 838           | 0         | 19          | 6,7              | 5                | 8,7 %              | 258 515          | 0,1 %                                | 3 018 343 828       | 101                  |
| 1965 | 3 263 767  | 2,01 %             | 61 745           | 0         | 19          | 6,65             | 5                | 8,7 %              | 283 638          | 0,1 %                                | 3 322 495 121       | 99                   |
| 1970 | 3 647 097  | 2,25 %             | 76 666           | 0         | 19          | 6,85             | 6                | 8,6 %              | 314 856          | 0,1 %                                | 3 682 487 691       | 101                  |
| 1975 | 4 117 299  | 2,45 %             | 94 040           | 5 000     | 18          | 6,9              | 7                | 8,6 %              | 353 139          | 0,1 %                                | 4 061 399 228       | 99                   |
| 1980 | 4 701 360  | 2,69 %             | 116 812          | 12 000    | 18          | 6,92             | 8                | 8,5 %              | 400 571          | 0,11 %                               | 4 439 632 465       | 97                   |
| 1985 | 5 444 907  | 2,98 %             | 148 709          | 30 000    | 18          | 6,78             | 9                | 9,8 %              | 536 168          | 0,11 %                               | 4 852 540 569       | 92                   |
| 1990 | 5 762 190  | 1,14 %             | 63 457           | -81 000   | 18          | 6,83             | 9                | 13,3 %             | 765 262          | 0,11 %                               | 5 309 667 699       | 95                   |
| 1995 | 5 452 771  | -1,1 %             | -61 884          | -215 200  | 18          | 6,65             | 9                | 15,8 %             | 862 561          | 0,1 %                                | 5 735 123 084       | 100                  |
| 2000 | 6 692 999  | 4,18 %             | 248 046          | 80 000    | 18          | 6,42             | 11               | 16,4 %             | 1 097 983        | 0,11 %                               | 6 126 622 121       | 97                   |
| 2005 | 8 099 908  | 3,89 %             | 281,382          | 86,400    | 18          | 6                | 13               | 17 %               | 1 379 086        | 0,12 %                               | 6 519 635 850       | 93                   |
| 2010 | 10 056 475 | 4,42 %             | 391 313          | 157 000   | 18          | 5,6              | 17               | 17,6 %             | 1 774 956        | 0,15 %                               | 6 929 725 043       | 82                   |
| 2015 | 12 339 812 | 4,18 %             | 456 667          | 173 000   | 19          | 5,15             | 20               | 18,5 %             | 2 285 171        | 0,17 %                               | 7 349 472 099       | 75                   |
| 2016 | 12 733 427 | 3,19 %             | 393 615          | 30 000    | 18,7        | 5,06             | 21               | 18,7 %             | 2 384 601        | 0,17 %                               | 7 432 663 275       | 75                   |
| 2017 | 13 096 190 | 2,85 %             | 362 763          | 30 000    | 18,7        | 5,06             | 21               | 18,9 %             | 2 481 364        | 0,17 %                               | 7 515 284 153       | 75                   |